# Алёшня (Мценский район)
Алёшня — деревня в Мценском районе Орловской области России. Входит в состав Высокинского сельского поселения.

## География
Деревня находится в северной части Орловской области, в лесостепной зоне, в пределах центральной части Среднерусской возвышенности, на левом берегу реки Алёшни, на расстоянии примерно 15 километров (по прямой) к юго-юго-востоку (SSE) от города Мценска, административного центра района. Абсолютная высота — 170 метров над уровнем моря.
Климат характеризуется как умеренно континентальный с умеренно морозной зимой и теплым, иногда жарким летом. Средняя многолетняя температура самого холодного месяца — января, составляет −9,4°С, температура самого теплого +19°С.
Часовой пояс
Деревня Алёшня, как и вся Орловская область, находится в часовой зоне МСК (московское время). Смещение применяемого времени относительно UTC составляет +3:00.

## Население
| 2002 | 2010 |
| ---- | ---- |
| 148  | ↗183 |

Половой состав
По данным Всероссийской переписи населения 2010 года в гендерной структуре населения мужчины составляли 44,8 %, женщины — соответственно 55,2 %.
Национальный состав
Согласно результатам переписи 2002 года, в национальной структуре населения русские составляли 96 % из 148 чел.

## Инфраструктура
Действуют начальная школа, сельский клуб, фельдшерско-акушерский пункт и библиотека.

## Улицы
Уличная сеть деревни состоит из четырёх улиц.